# مدرسة الفروسية
مدرسة الفروسية، من المدارس التي أُفتتحت بمكة المكرمة في شهر صفر من عام 1407هـ تحت رعاية إمارة مكة المكرمة.

## بداياتها
تعود فكرة إنشائها إلى فواز محمد صالح شراحيل الذي تقدم بخطاب يحمل رقم 177/10/ع في 21 /1 /1405هـ إلى أمير منطقة مكة المكرمة الأمير ماجد بن عبد العزيز آل سعود يعرض فيه فكرة إنشاء مضمار لتعليم ركوب الخيل تصاحبها بعض الألعاب الرياضية، وقد صدر الأمر بالموافقة فمنح نائب رئيس الحرس الوطني الأمير بدر بن عبد العزيز بتطبيق التصريح لإقامة مدرسة للفروسية وتعليم ركوب الخيل بالشرائع تحت إشراف إمارة منطقة مكة المكرمة وبعض الجهود الذاتية.

## مراحل تأسيس المدرسة
- تحديد موقع المدرسة شرق مدينة الملك عبدالعزيز الرياضية بالشرائع بمساحة تُقدر بـ 300م
- إنشاء المباني والمرافق التي تحتاجها المدرسة من سكن للعمال، وإسطبلات الخيل، والمبنى الإداري، ومنصة الجلوس، وخزان للمياه.
- تنفيذ مضمار السباق، وتجهيزه بجهاز انطلاق، وساحة داخل المضمار لقفز الحواجز.[2]

## انظر ايضاً
- فروسية
- خيل
- مكة المكرمة